# Simple Service Discovery Protocol
Simple Service Discovery protocol (SSDP) är ett kommunikationsprotokoll baserat på TCP/IP. SSDP är till för att annonsera och upptäcka nätverkstjänster och närvaroinformation. Protokollet åstadkommer detta utan att använda sig av server-baserade konfigurationsmekanismer så som Dynamic Host Configuration Protocol (DHCP) eller Domännamnssystemet (DNS), samt utan någon särskilt statisk konfiguration av en nätverksvärd. SSDP är grunden för upptäcktsprotokollet i Universal Plug and Play (UPnP), och är avsett för hemmabruk eller användning i mindre kontorsmiljöer. Protokollet beskrevs formellt i ett Internet Engineering Task Force (IETF) internetutkast skrivet av Microsoft och Hewlett-Packard 1999. Trots att förslaget som publicerades av IETF löpt ut i april, 2000 så införlivades SSDP i UPnP-protokollstacken, och en beskrivning av det slutliga förverkligandet av protokollet finns inkluderat i UPnP-standardens dokumentering.

## Protokolltransport och adressering
SSDP är ett textbaserat protokoll som baserar sig på HTTPU. Protokollet använder UDP som sitt underliggande transportprotokoll. Nätverkstjänster annonseras av värdsystemet genom multicast-adressering till en specifikt utsedd IP multicast-adress bakom UDP port 1900. I IPv4 är multicast-adressen 239.255.255.250 medan SSDP över IPv6 använder adressuppsättningen ff0x::c.

## DDoS-attack
År 2014 upptäcktes det att SSDP användes för att utföra DDoS-attacker. Dessa SSDP-baserade attacker kallas "SSDP reflection attack with amplification". Många enheter, däribland vissa routers ämnade för hemmabruk, har en sårbarhet i sin UPnP-mjukvara som gör det möjligt för en attackerare att få svar från UDP port 1900 till en godtycklig adress. Med hjälp av en botnet bestående av tusentals enheter, så kan attackeraren generera ett tillräckligt stort antal datapaket för att överbelasta målets nätuppkoppling, vilket leder till att målet inte längre är tillgängligt för legitim nättrafik.